# Crioceris bicruciata
Crioceris bicruciata là một loài bọ cánh cứng trong họ Chrysomelidae. Loài này được Sahlberg miêu tả khoa học năm 1823.